# Хабила, Хелон
Хелон Хабила (англ. Helon Habila, ноябрь 1967, Калтунго, Гомбе) – нигерийский писатель. Пишет на английском языке.

## Биография
Окончил Джосский университет по англистике. Преподавал, занимался журналистикой и издательским делом в различных городах страны. По стипендии Британского совета в 2002 году переехал в Великобританию. Преподавал в университете Восточной Англии (Норидж), затем – в Бард-колледже (Нью-Йорк, 2005—2006) и университете Джорджа Мейсона (Ферфакс). Один из основателей НКО African Writers Trust, выступает как активный пропагандист африканской (и шире – неевропейской) словесности, составил несколько представительных антологий современной прозы. Книги писателя переведены на французский, немецкий, итальянский, голландский и др. языки.
С женой и тремя детьми живёт в Виргинии.

## Произведения
- Another Age (2000, поэтическая премия Музыкального общества Нигерии)
- Love Poems, новелла (2001, премия Кейна)
- В ожидании ангела/ Waiting for an Angel, Penguin Books, 2004 (роман, премия Британского содружества за дебютный роман)
- Меряя время/ Measuring Time, W. W. Norton, 2007 (роман, премия Библиотечного фонда Виргинии)
- Нефть на воде/ Oil on Water,  Hamish Hamilton, 2010 (роман, шортлист премии Британского содружества, книжной премии Орион, финалист PEN Open Book Award)

## Антологии
- New Writing 14,  Granta Books, 2006 (вместе с Лавинией Гринлоу)
- Dreams, Miracles, and Jazz: An Anthology of New Africa Fiction, Pan Macmillan, 2007
- The Granta Book of the African Short Story,  Granta, 2011